# Pont Vincent-Thomas
Le pont Vincent-Thomas est un pont suspendu de 460 m de long ouvert en 1963 qui franchit le port de Los Angeles en Californie (États-Unis) et relie Terminal Island à San Pedro. Il fait partie de la California State Route 47 (en). Il tient son nom de l'homme politique démocrate Vincent Thomas (en), qui représentait les 68e et 52e districts de San Pedro à l'Assemblée de l'État de Californie entre 1941 et 1979, et qui a défendu sa construction. C'est le quatrième plus long pont suspendu de Californie.

## Histoire
Si le pont a été inauguré en 1963, Vincent Thomas a passé 19 ans à partir de 1940 à chercher à réunir toutes les autorisations nécessaires au chantier. Pendant ces années et celles qui suivirent la construction, le projet fut appelé péjorativement "Le pont vers nulle part" ("The bridge to nowhere").
C'est en sautant de ce pont que s'est suicidé le réalisateur, scénariste et producteur Tony Scott le 19 août 2012.

## Fiction

### Télévision
Le pont apparaît dans Des sourires et des armes, l'épisode 5 de la saison 7 de Columbo. On y voit le Lieutenant Columbo traverser le pont en fin d'épisode alors que son enquête le mène sur le port de Los Angeles.

### Films
Dans le film La Grande Casse, H. B. Halicki traverse le pont Vincent-Thomas au volant d'une Ford Mustang "Eleanor" de 1974, Nicolas Cage fera de même dans le remake du film sorti en 2000.
Une scène de course de voitures de Charlie et ses drôles de dames (2000) est filmée sur ce pont.
Dans le film Police fédérale, Los Angeles / (To Live and Die in L.A.) de William Friedkin, référence du polar des années 80, le personnage de Richard Chance (joué par William Petersen) s’élance dans le vide depuis ce pont dans un saut qui s'apparente à un suicide, avant qu'un élastique ne révèle qu'il s'agit simplement d'une recherche d'adrénaline.

### Jeux vidéo
Le pont apparaît dans le jeu vidéo Grand Theft Auto: San Andreas sous le nom de Ocean Docks Bridge. Il réapparaît dans Grand Theft Auto V, cette fois sous le nom de Miriam Turner Overpass.